# Liste von Persönlichkeiten aus Agra TI
Diese Liste enthält in Agra geborene Persönlichkeiten und solche, die in Agra ihren Wirkungskreis hatten, ohne dort geboren zu sein. Die Liste erhebt keinen Anspruch auf Vollständigkeit.

## Persönlichkeiten
(Sortierung nach Geburtsjahr)
- Künstlerfamilie Adamini[1][2][3]
  - Antonio Adamini (* um 1665 in Bigogno; † nach 1732 in Turin?), Baumeister, arbeitete unter Victor Amadeus II. am Bau des alten Königspalastes von Turin[4]
  - Giuseppe Adamini (* um 1700 in Bigogno; † nach 1756 in Bengalen), Baumeister tätig in Lissabon im Dienste Königin Maria I. (Portugal)[1][5]
  - Tommaso Adamini der Ältere (* um 1700 in Bigogno; † nach 1764 in Russland), Vater des Leone, Baumeister[1][6]
  - Leone Adamini (* 1727/28 in Bigogno; † nach 1764 in Russland), Baumeister[1][7][8]
  - Agostino Adamini (* 1752 in Bigogno; † nach 1792 in Sankt Petersburg?), Baumeister[1][9]
  - Tommaso Adamini (1763–1828), Architekt in St. Petersburg
  - Tommaso Adamini (* um 1770 in Bigogno; † nach 1814 ebenda), Politiker, nahm an der Auflehnung gegen die Kantonsverfassung (10.–29. Juli 1814) teil und wurde vom tessinischen Ausnahmegerichtshof in contumaciam verurteilt[1]
  - Leone Adamini (1789–1854), Architekt in Sankt Petersburg, Sohn von Thomas dem Aeltern (Tommaso Adamini, * 1763), seit 1817 im Dienste der russischen Regierung in Pawlowsk und Sankt Petersburg
  - Antonio Adamini (1792–1846), Sohn von Justin, Architekt in Sankt Petersburg, als Selfmademan und Architekt gelangte er in Russland unter Katharina II. und Nikolaus I. zu grosser Berühmtheit
  - Domenico Adamini (1792–1860), Architekt, Sohn Thomas des Aeltern und Bruder von Leone, arbeitete bis 1827 an verschiedenen Bauten für den Zar von Russland[1][10]
  - Tommaso Adamini der Jüngere (* 1823 in Sankt Petersburg; † nach 1850 in Woronesch?), Architekt, Schüler von Professor Thon und der Russische Kunstakademie, später Assistent des Architekten und Professors Alexander Pawlowitsch Brjullow[1][11]
  - Tommaso Adamini (* 21. August 1829 in Bigogno; † 1887 ebenda), Ingenieur[1][12]
  - Clemente Adamini (* 1832 in Bigogno; † 1907 ebenda), Ingenieur[1][13]
  - Bernardo Adamini (* 1834 in Bigogno; † 1900 ebenda), Ingenieur, studierte am kantonalen Gymnasium in Lugano und am Polytechnikum in Zürich; 1859 Ingenieur, arbeitet am Bau der Eisenbahnstrecke Gallarate-Varese und 1864–1869 an der Eisenbahnstrecke Genua-Nizza; 1870 installiert er die Trinkwasserversorgung Wiens; leitete er den Bau der San-Salvatore-Bahn und der Generoso-Bahn; er arbeitete an der Gotthardbefestigung (sowohl auf der Airolo- als auf der Andermattseite). Politiker, Freisinniges, Tessiner Grossrat[1]
  - Emilio Adamini (* 1854 in Bigogno; † 1914 ebenda), Ingenieur[14]

- Giuseppe Antonio Maria Torricelli (* 13. April 1710 in Lugano; † 1808 in Vercelli (Piemont)), Maler, tätig in Agra[15][16][17]
- Carlo Poncini (* um 1715 in Agra; † nach 1743 in Ungarn), Stuckateur, Architekt[18]
- Giuseppe Bottani (* um 1740 in Agra; † nach 1781 in Mantua?), Maler, Direktor der Accademia Nazionale Virgiliana von Mantua[19]
- Alberto Poncini (* 1801 in Agra; † 22. Dezember 1877 ebenda), Priester, Politiker[20]
- Paul Burkhard (* 14. Oktober 1888 in Richterswil; † 2. August 1964 in Agra), Schweizer Bildhauer und Zeichner
- Hellmuth Helsig (* 24. Juli 1902 in Halle (Saale); † 22. Oktober 1958 in Agra), deutscher Filmschauspieler
- Elmo Patocchi (* 8. April 1906 (Guglielmo) in Basel; † 20. Dezember 1980 in Agra, aus Peccia (heute Gemeinde Lavizzara)), Politiker, ehemaliges Mitglied des Gemeinderats in Castagnola (heute Gemeinde Lugano) und in Bellinzona, Tessiner Grossrat, Gründer und Präsident der Lega dei comuni rurali e montani (Bund der Land- und Berggemeinden)[21]
- Imre Lénart (* 8. Januar 1936 in Nyíregyháza), Maler und Bildhauer, lebte in Budapest bis 1956, von 1960 bis 1975 war er Trainer und Spieler des Società Pallanuoto Luano, Schweizer Staatsangehöriger seit 1973, studierte an der Accademia di Belle Arti di Brera, wohnt in Bigogno[22]